# Clarks
C. and J. Clark Ltd, наиболее известен как Clarks — британский, интернациональный изготовитель обуви и продавец из Стрит, Сомерсет, Англия. К концу января 2010, компания заработала прибыль £125 миллионов с продажами £1,174 миллионов, что делает её 33-й крупнейшей частной компанией в Великобритании. 81 % принадлежит семье Кларк, а остальные 19 % принадлежат работникам и связанным с ними учреждениям.

## История
Братья Сайрус и Джеймс Кларк, являвшиеся членами Общества Друзей (квакеров), в 1825 году создали компанию для производства ковров и тапочек из овечьих шкур. На компанию работали надомные рабочие из деревни, а потом она разрослась в глобальную марку обуви, торгующей в Европе, Соединённых Штатах и на Дальнем Востоке.
На протяжении большей части существования бизнеса, компания производила свою обувь в Сомерсете, построив нескольких заводов в этом районе. Благодаря квакерским принципам основателей компания обеспечивала своих работников жильём, образованием и отдыхом и поощряла их отказываться от пьянства на протяжении долгих лет. Из-за роста расходов и плохой продуктивности, компания была вынуждена перенести своё производство за границу, и, пока дизайн в основном делается в Великобритании, все производство происходит в Индии, Бразилии, Камбодже, Китае и Вьетнаме. В 1993 в Стрите на месте пустых зданий была открыта Деревня Кларкса, в которой сейчас 90 магазинов. Там так же есть кафе, палатки с едой, сети быстрого питания; все в основном торгуют дешевле, чем на главных улицах.

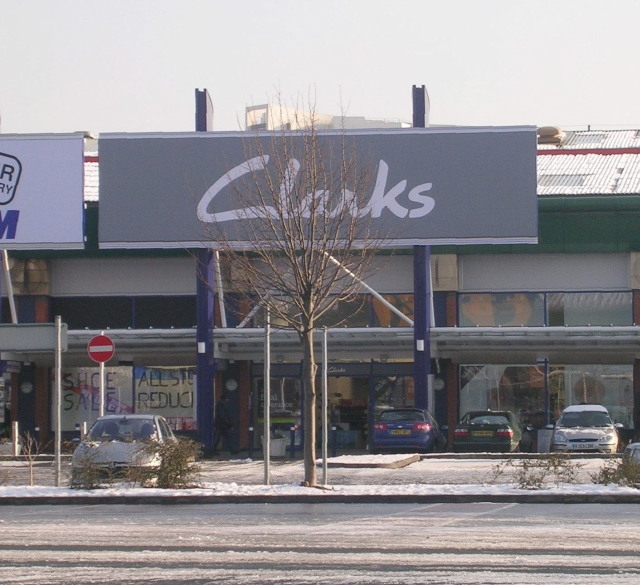
Большой Кларкс магазин в Лидс, Англия.

Кларкс создала много культовых стилей за всю свою историю, включая Кларкс «Wallabee», Кларкс «Desert» Сапоги, и Кларкс сандали «Playdeck»
«Playdeck» сандалии были сделаны для мужчин, женщин и детей, с 1950-х до начала 1990-х. Популярный стиль сандалии, они состояли из плоских цельных подошв из крепа, кожаной стельки, простого ремешка на лодыжке и двух лямок, один для подъема ноги и другой для пальцев. Был выбор из различных цветов, но наиболее популярными были бамбуковые (загар), темно-синие и белые. Clarks вновь выпустила почти точную копию оригинального стиля Playdeck весной 2010 под диапазоном «Originals», со стилем под названием «Кестрал Сор», которая практически не отличается от Playdeck за исключением слегка приподнятой пятки.
Логистический центр Кларкс Северной Америки находится в Хановере, Пенсильвания, США. В последние годы роста, этот объект был признан федеральной торговой зоной, и Кларкс расширила свои места складирования на весь город.
Марка Кларкс стала хитом на Ямайке — благодаря ямайскому музыканту в стиле Дэнсхолл Vybz Kartel.
Обувь Кларкс традиционно очень популярна на Карибских островах, где цены на неё растут, магазины распродаются и воры ориентированы на Кларкс. Ямайский музыкант Vybz Kartel в 2010 году выпустил ставший очень популярным сингл под названием Clarks. На обложке сингла изображены пять различных типов обуви Clarks, а главная строчка припева гласит: «Everybody haffi ask weh mi get mi Clarks», что переводится с ямайского диалекта английского как: «И каждому надо меня спросить где я достаю свои Кларксы». В песне упоминается, что Елизавета II носит Кларкс.
На протяжении многих лет, и теперь десятилетий Clarks становятся все более и более известны своими диапазонами детской обуви и рекламными кампаниями основанными на теме «Обратно в школу».
В марки C & J Clark входят Clarks; Pr!vo; Indigo; Artizian; Bostonian; K Shoes; и Ravel Shoes.

## Список значительных дат

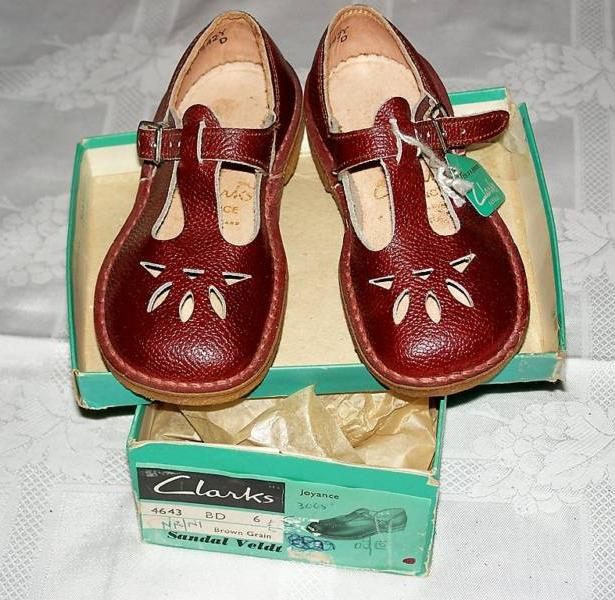
Кларкс сандали «Joyance» T-bar; 1930-е по 1970-е

- 1825: Сайрус Кларк основывает бизнес обработки и сшивания шерсти в деревне Стрит, Сомерсет, Англия[2].
- 1828: Присоединяется его брат Джеймс и они начинают производить тапочки Brown Peter[2].
- 1833: Джеймс становится полноправным партнёром; бизнес переименован в C&J Clark Ltd[2].
- 1863: Вильям Клакр, сын Джеймса Кларк унаследовал компанию[2].
- 1893: Производство линейки «Hygienic» начало позиционировать Кларкс как производитель комфортной[11] обуви.
- 1937: Компания покупает розничный магазин и переименовывает его в Peter Lord[11].
- 1950: Компания начинает выпускать успешную модель Desert Boot.
- 1965: Производится первая модель Clark Wallabee[11].
- 1978: Компания покупает производство и сеть магазинов Hanover Shoe в США[11].
- 1979: Компания выкупает производство и сеть магазинов у Бостонской компании, США[11].
- 1981: Компания приобретает K Shoes Ltd., производитель и продавец обуви в Британии[11].
- 1988: C&J Clark отказывается от своих планов становиться открытой компанией[11].
- 1993: Компания выставляет саму себя на продажу, но отказывается быть купленной Берисфордом (Berisford)[11].
- 1996: Компания начинает реструктуризацию, превращаясь из ориентированной на производство в ориентированную на дизайн для конечного потребителя.[11]
- 2000: Компания объявляет, что в ближайшем времени не планируют становиться открытой компанией[11].
- 2001: Компания приобретает Elefanten, изготовитель детской обуви в Германии[11].
- 2005: Кларкс прекращает производить обувь в Сомерсете.[12]
- 2006: Перенаправляет изготовление из Сомерсета на остров Тайвань.

## Интересные факты
- Оборот по продажам в 150 странах мира составляет 921 миллион фунтов стерлингов, около 40 миллионов пар обуви;
- По всему миру открыто более 700 фирменных магазинов обуви Clarks и около 1500 фирменных отделов;
- В компании Clarks работает более 12 000 сотрудников.
- Уолтер Уайт — герой телесериала «Во все тяжкие» носит ботинки Clarks Wallabee.